# Primo Olivieri
Primo Olivieri (São Paulo, 7 de março de 1914) é um supercentenário brasileiro validado pelo Gerontology Research Group. Atualmente é o segundo homem mais velho do Brasil, atrás somente de Josino Levino Ferreira e o quarto homem mais velho das Américas. Primo Olivieri foi o primeiro brasileiro nato, do sexo masculino, validado como supercentenário.